# Друзья Земли
Друзья Земли (англ. Friends of the Earth International, FoEI) — международная сеть экологических организаций, которые действуют в 73 странах. Примерно половина этих национальных организаций-членов называют себя «Друзья Земли» на своих родных языках, а другие организации используют различные иные названия. Международный секретариат сети расположен в Амстердаме.

## История
Организацию Friends of the Earth основал в 1969 году в США Дэвид Брауэр. В 1971 году эта организация, а также аналогичные организации из Франции, Швеции, Великобритании создали международную сеть Friends of the Earth International. В 1981 году был создан небольшой международный секретариат сети, в котором вначале по ротационному принципу работали волонтеры из разных стран.

## Деятельность
Friends of the Earth International через свои национальные организации действует в следующих направлениях:
- оказывает помощь в реализации разнообразных программ, способных уменьшить выбросы парниковых газов и остановить глобальное потепление;
- сотрудничает с местными общинами и коренными народами для обеспечения устойчивых средств к существованию, сохранения лесов, рыбы в водоемах и т.п., обеспечения права на доступ к водным ресурсам;
- проводит кампании против крупномасштабных монокультурных плантаций, деструктивных лесозаготовок;
- разрабатывает и поддерживает проекты альтернативного получения доходов местными общинами, такие как мелкая торговля недревесными лесными продуктами;
- поддерживает усилия по лесовозобновлению в регионах, подверженных опустыниванию;
- стимулирует горожан покупать продукты местного производства;
- работает над защитой сельского хозяйства от использования генетически модифицированных организмов

Friends of the Earth International имеет консультативный статус при Экономическом и Социальном Совете ООН, она сотрудничает с коренными народами, объединениями фермеров, профсоюзами, правозащитными организациями, другими заинтересованными сторонами.